# Buraco do Possidônio
Buraco do Possidônio é o nome de uma grande dolina formada dentro do Parque Estadual do Morro do Chapéu na Chapada Diamantina, no estado brasileiro da Bahia, situada a dezessete quilômetros a sudoeste da sede do município de Morro do Chapéu.
Possui um diâmetro de cerca de cento e vinte metros, com trinta metros de profundidade.

## Características geológicas
Foi formada pelo colapso superficial sobre uma caverna mais profunda, fruto de desgaste de uma camada carbonática (denominada Jacuipe Flints) de cinquenta metros de espessura, dentro de extensa área de carste que caracteriza a região sul de Morro do Chapéu, na base da chamada "formação Caboclo".
Essa formação data do período Mesoproterozoico e os detritos de seu colapso no interior bloquearam o meio subterrâneo. Data às características da formação do solo na região obras de infraestrutura como as que exploram a água subterrânea, estradas ou mesmo a construção de represas são limitadas, pois estas geram sobrecarga e alteração hídrica, modificando a cobertura e possibilitando colapsos como o que formou o Possidônio.
O colapso pode ter sido causado por abalo sísmico ocorrido em tempos passados.

## Atividade turística
O local tem atraído visitantes locais e regionais. Destoando completamente da região circundante, entretanto, tem atraído a visitação dos turistas que passam por Morro do Chapéu.
O passeio ao local permite conhecer o contraste da vegetação superficial e aquela exuberante criada no interior da dolina, cujo microclima permitiu a constituição de mata com árvores de grande porte. Dali se pode avistar o Morrão e o visitante pode estender o passeio a outra atração do lugar, a Gruta do Cristal.